# W75N(B)-VLA2
W75N(B)-VLA2 – masywna protogwiazda odległa o ponad 4000 lat świetlnych od Ziemi.

## Nazwa
Oznaczenie gwiazdy składa się z dwóch części; W75N(B) – to duża chmura molekularna będąca częścią obiektu DR21-W75, z kolei część chmury Cygnus X, i jest to obszar powstawania wielu gwiazd, VLA2 to oznaczenie drugiego źródła promieniowania odkrytego w tejże chmurze przez Very Large Array (VLA).

## Odkrycie
Obiekt został odkryty w 1996 dzięki obserwacjom dokonanym przez radioteleskop Very Large Array.

## Charakterystyka
W75N(B)-VLA2 jest masywną protogwiazdą około 300 razy jaśniejszą od Słońca i odległą o około 4200 lat świetlnych od Ziemi. Porównanie obserwacji z 1996 do obecnie najnowszych (2015) pokazuje znaczną ewolucję obiektu. Dramatycznie zmienił się jego kształt, z wcześniejszego kulistego, zwartego obiektu stał się teraz znacznie bardziej owalny, dając przy tym wiele wskazówek, w jaki sposób powstają masywne gwiazdy. Obserwacje zaprzeczają wielu teoriom na temat procesu formowania się tak masywnych gwiazd. Tworzenie się tak masywnych obiektów zajmuje setki tysięcy lat, a tak gwałtowna zmiana wyglądu protogwiazdy w ciągu zaledwie kilkunastu lat nie jest dobrze tłumaczona przez współczesne teorie na ten temat.